# インダストリアル・ロック
インダストリアル・ロック（Industrial rock）は、1970年代後半にインダストリアル・ミュージックとロックが交わり生まれた音楽ジャンル。
ハードロックとヘヴィメタルの間に厳密な境界線がないように、「インダストリアル・メタル」と同義として扱われることも多い。
始祖はポストパンク・グループで、クローム、キリング・ジョーク、スワンズ、フィータス、ビッグ・ブラックなど。
1992年にナイン・インチ・ネイルズとミニストリーがブレイクし、広く知られるジャンルとなった。